# Peoria (Illinois)
Peoria é uma cidade localizada no Estado americano de Illinois, no Condado de Peoria. A sua área é de 120,8 km², sua população é de 112 936 habitantes, e sua densidade populacional é de 982,1 hab/km² (segundo o censo americano de 2000). A cidade foi fundada no século XIX.

## História
Peoria é uma das localidades mais antigas do estado de Illinois e teve origem nos exploradores que primeiro se aventuraram a subir o rio Illinois a partir do rio Mississippi. O terreno que posteriormente se converteria na cidade de Peoria foi ocupado pela primeira vez em 1680, quando os exploradores franceses René Robert Cavelier de La Salle e Henri de Tonti construíram Fort Crevecoeur. Este forte arderia mais tarde e em 1813 situar-se-ia ali Fort Clark. Quando em 1813 se organizou o Condado de Peoria, Fort Clark tomou oficialmente o nome de Peoria.
A partir do censo de 2010 , a cidade foi a sétima mais populosa do estado americano de Illinois, com uma população de 115.007, e é a terceira área mais povoada das regiões metropolitanas desse estado, excluindo a Área Metropolitana de Chicago.
Peoria tornou-se célebre como um exemplo de cidade média americana por causa de sua demografia e sua cultura representativa do Meio Oeste americano. Peoria é sede de muitas empresas importantes, como a Caterpillar, uma das 30 empresas que compõem o Dow Jones Industrial Average.
.